# サルベラ
サルベラ（カタルーニャ語: Cervera）またはセルベーラ（スペイン語: Cervera）は、スペイン・カタルーニャ州リェイダ県のムニシピオ（基礎自治体）。サガーラ郡に属する。公式名はカタルーニャ語表記。

## 歴史
1026年、小作農の3家族がサガーラの無人の地に定住した。後にバルセロナ伯がこの土地と臣民を保有し、この地を対イスラム教徒軍との境界線とし、最初の砦（castrum Cervarie）を築いた。1182年にはムニシピオとなった。
1700年にカルロス2世が嗣子なく死去したことに始まるスペイン継承戦争で、サルベラはブルボン家のアンジュー公フィリップ（のちのフェリペ5世）側についた。フェリペ5世が勝利して王位についたことで、数え切れないほどの特権をサルベラは獲得した。1717年、フェリペ5世はサルベラ大学を設立し、カタルーニャ地方にあるこれ以外の大学を廃止したことで、バルセロナ大学の機能はサルベラ大学に移された。大学移転という人口移動がサルベラを都市に変え、19世紀前半には絶対王政主義者とカルリスタ支持者とがごたまぜになっていた。
1833年のフェルナンド7世の死後すぐに自由主義が到来し、アルカラ大学がマドリードに戻ってマドリード中央大学となったのと時を同じくして、1842年にはサルベラ大学の機能がバルセロナに移された。大学を失ったサルベラは経済的損失を被るが、1860年に鉄道が敷かれたため工場ができ、ワイン貿易が盛んになって経済は改善された。しかし、サガーラで害虫フィロキセラが流行したことで、ワインの生産量は激減した。
アラゴン王国の王族が名乗っていたセルベーラ伯（Conde de Cervera）の称号はこの自治体に因んでいる。この称号は長く途絶えていたが、近年に復活してアストゥリアス公時代のフェリペ6世が名乗った。

## 人口
| サルベーラの人口推移 1900－2010                         |
|                                                         |
| 出典:INE（スペイン国立統計局）1900年 - 1991年、1996年 - |

## 名所・史跡
- サント・ペーラ・グロス・ダ・サルベラ礼拝堂（カタルーニャ語版） - 11世紀創建のロマネスク様式の礼拝堂。
- サルベラ大学（英語版） - バロック様式の装飾が施された新古典主義様式の建物。
- サルベラ農業組合製粉所（カタルーニャ語版）
- サルベラ・コマルカ博物館（カタルーニャ語版） - コマルカの民俗・伝統等を展示するアル・ブラート・イ・ラ・パジャシーア博物館（カタルーニャ語版）とドゥラン・イ・サンペーラ生家博物館（カタルーニャ語版）の二つがある。